# Comunidad de Calatayud
La Comunidad de Calatayud es una comarca aragonesa (España) situada en el oeste de la provincia de Zaragoza. Su capital es Calatayud. Debe su nombre a la histórica figura político-administrativa de la Comunidad de aldeas de Calatayud.

## Municipios
La comarca engloba a los municipios de Abanto, Alarba, Alconchel de Ariza, Alhama de Aragón, Aniñón, Arándiga, Ariza, Ateca, Belmonte de Gracián, Berdejo, Bijuesca, Bordalba, Bubierca, Cabolafuente, Calatayud, Calmarza, Campillo de Aragón, Carenas, Castejón de Alarba, Castejón de las Armas, Cervera de la Cañada, Cetina, Cimballa, Clarés de Ribota, Codos, Contamina, Embid de Ariza, El Frasno, Fuentes de Jiloca, Godojos, Ibdes, Jaraba, Malanquilla, Maluenda, Mara, Miedes de Aragón, Monreal de Ariza, Monterde, Montón, Morata de Jiloca, Morés, Moros, Munébrega, Nigüella, Nuévalos, Olvés, Orera, Paracuellos de Jiloca, Paracuellos de la Ribera, Pozuel de Ariza, Ruesca, Sabiñán, Sediles, Sisamón, Terrer, Tobed, Torralba de Ribota, Torrehermosa, Torrelapaja, Torrijo de la Cañada, Valtorres, Velilla de Jiloca, Villafeliche, Villalba de Perejil, Villalengua, Villarroya de la Sierra y La Vilueña.

## Demografía
| #  | Municipio               | Población (2024) |
| -- | ----------------------- | ---------------- |
| 01 | Calatayud               | 19.850           |
| 02 | Ateca                   | 1.732            |
| 03 | Ariza                   | 1.082            |
| 04 | Alhama de Aragón        | 925              |
| 05 | Maluenda                | 915              |
| 06 | Sabiñán                 | 691              |
| 07 | Aniñón                  | 683              |
| 08 | Paracuellos de Jiloca   | 607              |
| 09 | Terrer                  | 585              |
| 10 | Cetina                  | 552              |
| 11 | Villarroya de la Sierra | 413              |
| 12 | Miedes de Aragón        | 403              |
| 13 | Ibdes                   | 372              |
| 14 | Munébrega               | 361              |
| 15 | El Frasno               | 361              |
| 16 | Nuévalos                | 306              |
| 17 | Jaraba                  | 295              |
| 18 | Villalengua             | 289              |
| 19 | Moros                   | 269              |
| 20 | Arándiga                | 264              |
| 21 | Morata de Jiloca        | 235              |
| 22 | Codos                   | 217              |
| 23 | Fuentes de Jiloca       | 209              |
| 24 | Tobed                   | 198              |
| 25 | Torralba de Ribota      | 169              |
| 26 | Carenas                 | 167              |
| 27 | Mara                    | 161              |
| 28 | Monterde                | 152              |
| 29 | Olvés                   | 111              |
| 30 | Bijuesca                | 93               |
| 31 | Valtorres               | 75               |
| 32 | Ruesca                  | 66               |
| 33 | La Vilueña              | 57               |
| 34 | Bubierca                | 57               |
| 35 | Godojos                 | 54               |

## Geografía
Con sus 67 municipios, es la comarca aragonesa que más municipios incluye y tiene una población similar a la comarca Comunidad de Teruel, lo que da a la capital un gran área de influencia, sobre todo en las comarcas de Aranda y Daroca y a la comarca una gran importancia dentro de Aragón. Limita al norte con Aranda y Valdejalón, al este con el Campo de Cariñena y el Campo de Daroca, al sur con la comarca del Señorío de Molina-Alto Tajo (provincia de Guadalajara) y al oeste la comarca de Tierra de Medinaceli (provincia de Soria).

## Historia

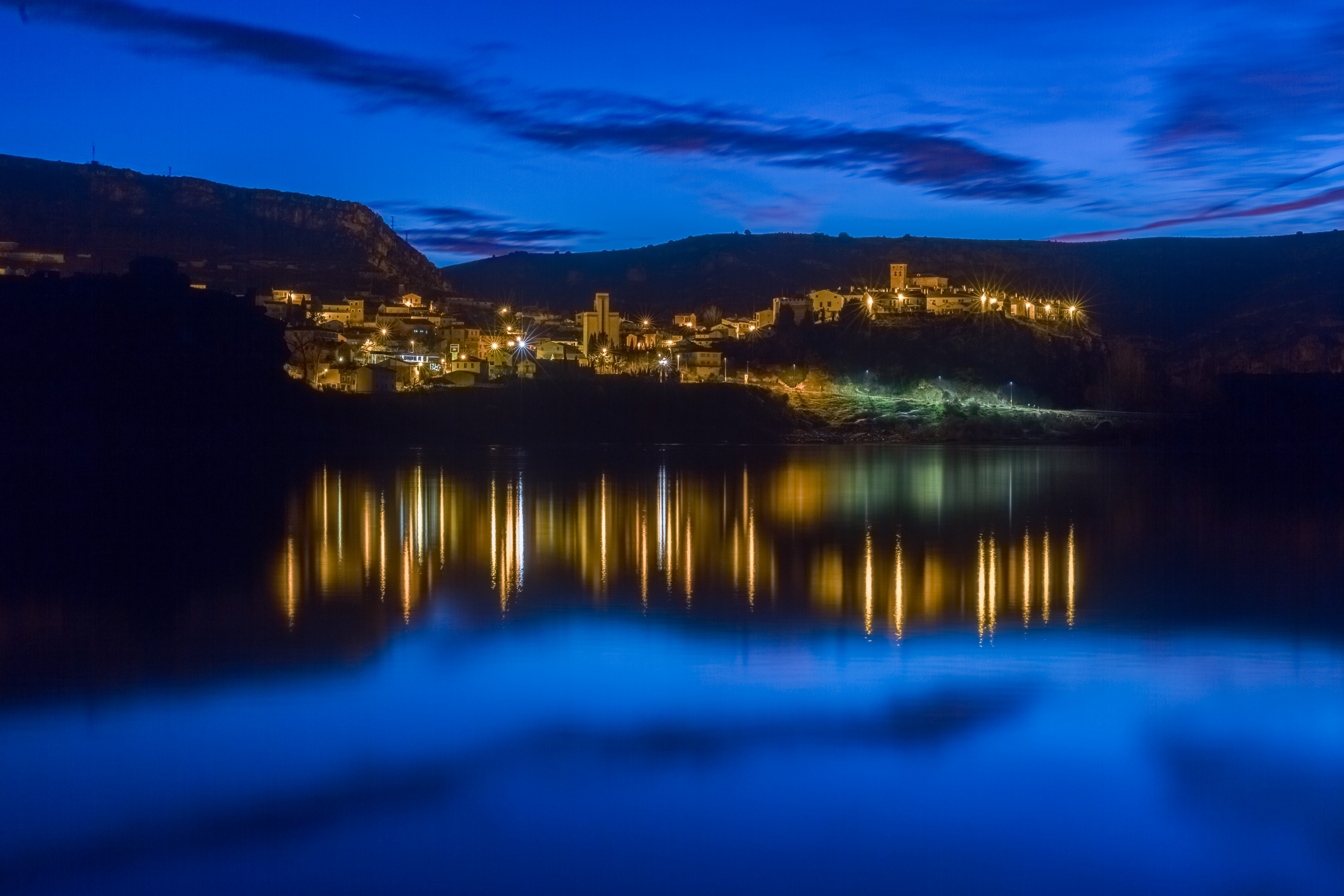
Vista de Nuévalos durante la hora azul.

Esta comarca es heredera de la antigua Comunidad de Aldeas de Calatayud creada por Alfonso I tras la conquista de la zona a los musulmanes. Las comunidades tenían una plena autonomía jurídica con el fin de organizarse económicamente y militarmente, ya que estas se daban generalmente en terrenos fronterizos. Históricamente la comarca era más grande, ya que incluía municipios que actualmente son de Soria y Guadalajara.
También se puede considerar a esta comarca heredera de la efímera Provincia de Calatayud creada en el siglo XIX y que incluía las actuales comarcas de Aranda, Daroca y gran parte de Valdejalón y Jiloca.
En el año 2001 haciendo uso de las transferencias en materia de descentralización se crea la comarca Comunidad de Calatayud.
En poblaciones de la comarca se dieron lugar importantes hechos históricos como:
- La ciudad de Segeda (ubicada en la zona de Belmonte de Gracián y Mara) combatió a Roma en el 153 a. C.
- La proclamación del Infante Fernando (después, Fernando II "el Católico") como príncipe heredero de la Corona de Aragón en la Iglesia de San Pedro de los Francos, en Calatayud.
- La firma de la Carta de Calatayud entre los Reyes Católicos y Fernando de Guanarteme, por la que los reinos canarios se incorporan a la Corona de Castilla.
- La Paz de Terrer que puso fin a la Guerra de los Dos Pedros cuyo principal escenario fue esta comarca.
- La comarca es zona de combates durante la Guerra de la Independencia como el intento de toma de los molinos de Villafeliche por los franceses.

### La comarca como institución
La ley de creación de la comarca es la 9/2001 del 18 de junio de 2001. Se constituyó el 11 de octubre de 2001. Las competencias le fueron traspasadas el 1 de marzo de 2002.

## Bandera y escudo
La bandera y el escudo de la Comunidad de Calatayud fueron creados por el 26 de julio de 2005.

## Política
| Presidente     | Ramón Duce Maestro                | Alcalde de Ibdes                    | PSOE       |  |           |                                      |                    |    |  |
| Consejero      | Alberto España Gómara             | Concejal de Paracuellos de Jiloca   | PSOE       |  |           |                                      |                    |    |  |
| Consejero      | Alfonso Puertas Cantería          | Alcalde de Torralba de Ribota       | PSOE       |  |           |                                      |                    |    |  |
| Vicepresidente | Ángel Millán Marín Rubio          | Alcalde de Bijuesca                 | PSOE       |  |           |                                      |                    |    |  |
| Consejero      | Carlos Sinusia Lafuente           | Concejal de Ibdes                   | PP         |  |           |                                      |                    |    |  |
| Consejera      | Cristina Callejero Juana          | Concejala de Munébrega              | PP         |  |           |                                      |                    |    |  |
| Consejero      | David Gracia Julián               | Concejal de Paracuellos de Jiloca   | PAR        |  |           |                                      |                    |    |  |
| Consejero      | Emilio Francisco Garza Trasobares | Alcalde de Arándiga                 | CHA        |  |           |                                      |                    |    |  |
| Consejero      | Ernesto Marín Nievas              | Alcalde de Malanquilla              | Ciudadanos |  |           |                                      |                    |    |  |
| Consejera      | Felicidad Pérez Sicilia           | Alcaldesa de Jaraba                 | Ciudadanos |  |           |                                      |                    |    |  |
| Consejero      | Fernando Escribano Rubio          | Alcalde de Berdejo                  | PSOE       |  |           |                                      |                    |    |  |
| Consejero      | Fernando José Duce Borao          | Concejal de Ateca                   | PP         |  |           |                                      |                    |    |  |
| Consejero      | Francisco Javier Solanas Burbano  | Alcalde de Paracuellos de la Ribera | PAR        |  |           |                                      |                    |    |  |
| Consejero      | Hilario González Velázquez        | Alcalde de Cetina                   | PSOE       |  |           |                                      |                    |    |  |
| Consejera      | Inmaculada Sierra Mateo           | Concejala de El Frasno              | PP         |  |           |                                      |                    |    |  |
| Consejero      | José Carlos Pérez Cubero          | Alcalde de Belmonte de Gracián      | PAR        |  |           |                                      |                    |    |  |
| Consejero      | José Gracia Ruiz                  | Alcalde de Monterde                 | PP         |  |           |                                      |                    |    |  |
| Consejero      | José Hueso Navarro                | Concejal de Calatayud               | Ciudadanos |  |           |                                      |                    |    |  |
| Consejero      | José Ignacio Marcuello Casorrán   | Alcalde de Sabiñán                  | PP         |  |           |                                      |                    |    |  |
| Consejero      | José Miguel Morte Pozo            | Concejal de Ateca                   | PSOE       |  |           |                                      |                    |    |  |
| Consejero      | Leonardo Baquedano Herrero        | Conejal de Castejón de Alarba       | PP         |  | Consejero | José Vidal Casado Pomareta (dimite)  | Alcalde de Carenas | PP |  |
| Consejero      | Juan Luis Gómez García            | Alcalde de Orera                    | PSOE       |  |           |                                      |                    |    |  |
| Vicepresidenta | María Pilar Marco Cebolla         | Concejala de Alhama de Aragón       | PAR        |  |           |                                      |                    |    |  |
| Consejero      | Manuel Peiró Cobacho              | Alcalde de Nuévalos                 | PSOE       |  |           |                                      |                    |    |  |
| Consejera      | María Ángeles Lozano Burgos       | Alcaldesa de Monreal de Ariza       | PP         |  |           |                                      |                    |    |  |
| Consejera      | María Ángeles Ruiz López          | Alcaldesa de Velilla de Jiloca      | PSOE       |  |           |                                      |                    |    |  |
| Consejero      | Iván Gil Gimeno                   | Concejal de Morata de Jiloca        | PP         |  | Consejera | María Esther Serrano Andrés (dimite) | Alcaldesa de Morés | PP |  |
| Consejera      | María Jesús Peñalosa Gil          | Concejala de Calatayud              | PP         |  |           |                                      |                    |    |  |
| Consejero      | Pascual García Alonso             | Alcalde de Torrehermosa             | PSOE       |  |           |                                      |                    |    |  |
| Consejero      | Pascual Royo Gómez                | Alcalde de Cervera de la Cañada     | PSOE       |  |           |                                      |                    |    |  |
| Consejera      | Raquel López Grima                | Concejala de Maluenda               | PP         |  |           |                                      |                    |    |  |
| Consejera      | Raquel Naranjo García             | Alcaldesa de El Frasno              | PSOE       |  |           |                                      |                    |    |  |
| Consejero      | Santiago Mingotes Bareas          | Concejal de Calatayud               | PSOE       |  |           |                                      |                    |    |  |
| Consejera      | Silvia Molina Sanjuan             | Concejala de Maluenda               | PAR        |  |           |                                      |                    |    |  |
| Consejero      | Tomás José Escolano Serrano       | Alcalde de Terrer                   | PP         |  |           |                                      |                    |    |  |

| Elecciones 2011 |        |         |         |            |
| Partido         | Votos  | % Votos | Electos | Consejeros |
| PP              | 8.339  | 35,70%  | 92      | 13         |
| PSOE            | 8.320  | 35,62%  | 162     | 13         |
| PAR             | 4.870  | 20,85%  | 95      | 8          |
| CHA             | 1.173  | 5,02%   | 21      | 1          |
| IUA             | 323    | 1,38%   | 0       | 0          |
| FIA             | 166    | 0,71%   | 1       | 0          |
| UPyD            | 140    | 0,60%   | 0       | 0          |
| AEISAB          | 29     | 0,12%   | 0       | 0          |
| Total           | 23.360 | 100%    | 371     | 35         |

## Patrimonio

### Yacimientos arqueológicos
Destacan, los yacimientos prerromanos de buen número de localidades, además de las ruinas romanas de la antigua Bílbilis, ya que el fértil terreno era propicio para la agricultura y el asentamiento de poblaciones. Así encontramos:
- De origen celta:
  - Los yacimientos de Mundobriga en Munébrega
  - Los yacimientos de Arcóbriga en Monreal de Ariza
  - Los yacimientos de Segeda en Mara
  - Los yacimientos de Valdeherrera en Calatayud

- De origen romano:
  - Las ruinas de Bílbilis en Calatayud

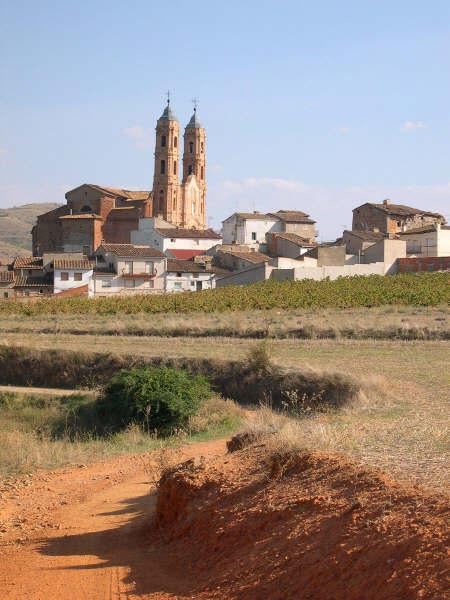
Vista de Munébrega con la iglesia.

### Iglesias
Con la llegada de los musulmanes surgen importantes núcleos de población y se desarrolla el arte mudéjar, destacando especialmente:
- Calatayud: Santa María, San Andrés
- Alhama de Aragón: iglesia de la natividad de la santísima virgen
- Cervera de la Cañada: Santa Tecla
- Morata de Jiloca: San Martín
- Belmonte de Gracián: San Miguel
- Ateca: Iglesia de Santa María
- Tobed: Virgen de Tobed, San Pedro
- Codos: Santa María Magdalena
- Paracuellos de la Ribera: San Pedro Apóstol
- Maluenda: Santas Justa y Rufina, Santa María
- Aniñón: Nuestra Señora del Castillo
- Cetina: Iglesia Parroquial de San Juan Bautista

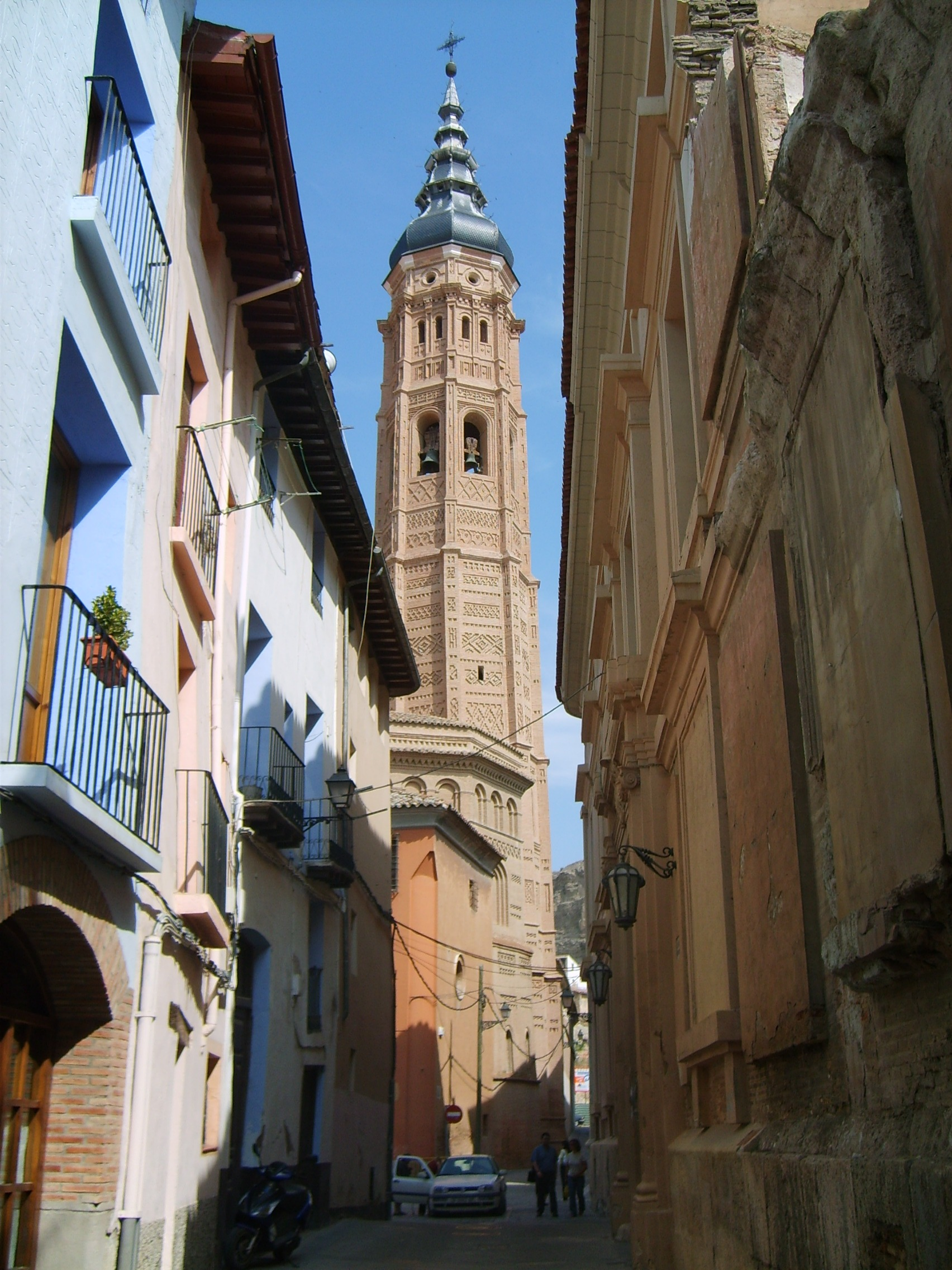
Santa María la Mayor de Calatayud.

### Castillos
Dado el carácter fronterizo de esta comarca con el territorio por reconquistar y con Castilla, abundan los conjuntos fortificados: Especialmente el de Calatayud, pero hay construcciones de este tipo en muchos más lugares como Nuévalos, Alhama de Aragón, Cetina, Maluenda, Torrijo de la Cañada, Calmarza, Ateca o Bijuesca por citar algunos.

### Balnearios
La Comarca Comunidad de Calatayud posee un elevado número de balnearios que la sitúa entre las más importantes de España en lo referente al turismo del agua.[cita requerida]
Hay que destacar el Monasterio de Piedra fundado a finales del siglo XII. Monasterio cisterciense reconvertido en hostal y rodeado de un parque de naturaleza exuberante con diversas cascadas de agua, estanques y cuevas que contrastan con la aridez que rodea la zona.
Los balnearios de Paracuellos de Jiloca, Alhama de Aragón y Jaraba cuyo esplendor se situó a finales del siglo XIX y principios del XX. Las instalaciones han sido modernizadas en los últimos años y su popularidad ha vuelto a crecer.
Alhama de Aragón posee el lago natural de agua caliente más grande y único en Europa,
y el baño del moro y de la mora, un baño que data desde los Romanos [cita requerida]

## Territorio y Población
| Municipio                | Extensión (km²) | % del total | Habitantes (2006) | % del total | Densidad (hab/km²) | Altitud (metros) | Distancia a/desde Calatayud (km) | Pedanías                                                                                  |
| ------------------------ | --------------- | ----------- | ----------------- | ----------- | ------------------ | ---------------- | -------------------------------- | ----------------------------------------------------------------------------------------- |
| Abanto                   | 63,30           | 2,52        | 145               | 0,36        | 2,29               | 922              |                                  |                                                                                           |
| Alarba                   | 18,90           | 0,75        | 146               | 0,36        | 7,72               | 844              | 21,10                            |                                                                                           |
| Alconchel de Ariza       | 34,80           | 1,39        | 116               | 0,29        | 3,33               | 896              | 60,8                             |                                                                                           |
| Alhama de Aragón         | 31,20           | 1,24        | 1.259             | 2,91        | 37,60              | 664              | 28,00                            |                                                                                           |
| Aniñón                   | 51,90           | 2,07        | 822               | 2,04        | 15,84              | 729              | 14,10                            |                                                                                           |
| Arándiga                 | 50,10           | 2,00        | 430               | 1,07        | 8,58               | 462              | 31,00                            |                                                                                           |
| Ariza                    | 102,70          | 4,09        | 1.242             | 3,08        | 12,09              | 713              | 40,80                            |                                                                                           |
| Ateca                    | 84,74           | 3,38        | 2.068             | 5,12        | 24,40              | 600              | 14,80                            |                                                                                           |
| Belmonte de Gracián      | 42,40           | 1,69        | 221               | 0,55        | 5,21               | 646              | 12,90                            |                                                                                           |
| Berdejo                  | 19,90           | 0,79        | 70                | 0,17        | 3,52               | 990              | 43,60                            |                                                                                           |
| Bijuesca                 | 56,60           | 2,26        | 136               | 0,34        | 2,40               | 918              | 45,40                            |                                                                                           |
| Bordalba                 | 41,40           | 1,65        | 89                | 0,22        | 2,15               | 1.000            | 53,1                             |                                                                                           |
| Bubierca                 | 29,50           | 1,18        | 90                | 0,22        | 3,05               | 647              | 24,10                            |                                                                                           |
| Cabolafuente             | 39,20           | 1,56        | 54                | 0,13        | 1,38               | 977              | 53,70                            |                                                                                           |
| Calatayud                | 154,90          | 6,18        | 20.040            | 49,65       | 129,37             | 536              | --                               | Campiel, Carramolina, Embid de la Ribera, Huérmeda, Marivella, Ribota, San Ramón, Torres. |
| Calmarza                 | 28,30           | 1,13        | 79                | 0,20        | 2,79               | 839              | 53,10                            |                                                                                           |
| Campillo de Aragón       | 36,80           | 1,47        | 168               | 0,42        | 4,57               | 1.054            | 41,90                            |                                                                                           |
| Carenas                  | 31,30           | 1,25        | 213               | 0,53        | 6,81               | 653              | 23,30                            |                                                                                           |
| Castejón de Alarba       | 17,40           | 0,69        | 107               | 0,27        | 6,15               | 916              | 25,60                            |                                                                                           |
| Castejón de las Armas    | 16,20           | 0,65        | 114               | 0,28        | 7,04               | 660              | 17,70                            |                                                                                           |
| Cervera de la Cañada     | 29,80           | 1,19        | 329               | 0,82        | 11,04              | 703              | 14,00                            |                                                                                           |
| Cetina                   | 71,30           | 2,84        | 693               | 1,72        | 9,72               | 675              | 34,60                            |                                                                                           |
| Cimballa                 | 32,00           | 1,28        | 131               | 0,32        | 4,09               | 904              | 43,00                            |                                                                                           |
| Clarés de Ribota         | 18,50           | 0,74        | 100               | 0,25        | 5,41               | 943              | 30,70                            |                                                                                           |
| Codos                    | 62,10           | 2,48        | 261               | 0,65        | 4,20               | 751              | 33,60                            |                                                                                           |
| Contamina                | 13,70           | 0,55        | 50                | 0,12        | 3,65               | 669              | 30,40                            |                                                                                           |
| Embid de Ariza           | 41,40           | 1,65        | 62                | 0,15        | 1,50               | 675              | 41,90                            | Casa de la Vega.                                                                          |
| Municipio                | Extensión (km²) | % del total | Habitantes (2007) | % del total | Densidad (hab/km²) | Altitud (metros) | Distancia a/desde Calatayud (km) | Pedanías                                                                                  |
| El Frasno                | 48,60           | 1,94        | 477               | 1,18        | 9,81               | 682              | 17,80                            | Aluenda, Inogés, Pietas.                                                                  |
| Fuentes de Jiloca        | 27,40           | 1,09        | 284               | 0,70        | 10,36              | 570              | 18,20                            |                                                                                           |
| Godojos                  | 16,70           | 0,67        | 55                | 0,14        | 3,29               | 787              | 38,00                            |                                                                                           |
| Ibdes                    | 55,80           | 2,22        | 525               | 1,30        | 9,41               | 743              | 34,10                            |                                                                                           |
| Jaraba                   | 42,90           | 1,71        | 326               | 0,81        | 7,60               | 767              | 40,30                            |                                                                                           |
| Malanquilla              | 36,30           | 1,45        | 131               | 0,32        | 3,61               | 1.002            | 35,60                            |                                                                                           |
| Maluenda                 | 40,20           | 1,60        | 1.075             | 2,66        | 26,74              | 581              | 8,70                             |                                                                                           |
| Mara                     | 20,80           | 0,83        | 207               | 0,51        | 9,95               | 688              | 16,20                            |                                                                                           |
| Miedes de Aragón         | 54,90           | 2,19        | 468               | 1,16        | 8,52               | 758              | 20,70                            |                                                                                           |
| Monreal de Ariza         | 61,60           | 2,46        | 220               | 0,55        | 3,57               | 771              | 49,10                            | Granja de San Pedro.                                                                      |
| Monterde                 | 55,40           | 2,21        | 221               | 0,55        | 3,99               | 790              | 30,10                            | Llumes.                                                                                   |
| Montón                   | 17,30           | 0,69        | 123               | 0,30        | 7,11               | 633              | 21,30                            |                                                                                           |
| Morata de Jiloca         | 23,20           | 0,93        | 292               | 0,72        | 12,59              | 619              | 14,20                            |                                                                                           |
| Morés                    | 21,30           | 0,85        | 447               | 1,11        | 20,99              | 443              | 28,70                            | Purroy.                                                                                   |
| Moros                    | 54,10           | 2,16        | 469               | 1,16        | 8,67               | 791              | 24,50                            |                                                                                           |
| Munébrega                | 41,20           | 1,64        | 431               | 1,07        | 10,46              | 749              | 14,80                            |                                                                                           |
| Nigüella                 | 30,40           | 1,21        | 91                | 0,23        | 2,99               | 491              | 35,20                            |                                                                                           |
| Nuévalos                 | 41,40           | 1,65        | 342               | 0,85        | 8,26               | 724              | 26,00                            | La Tranquera, Lugar Nuevo, Monasterio de Piedra.                                          |
| Olvés                    | 20,40           | 0,81        | 112               | 0,28        | 5,49               | 807              | 15,20                            |                                                                                           |
| Orera                    | 20,00           | 0,80        | 122               | 0,30        | 6,10               | 700              | 20,00                            |                                                                                           |
| Paracuellos de Jiloca    | 32,20           | 1,28        | 507               | 1,26        | 15,75              | 486              | 5,00                             |                                                                                           |
| Paracuellos de la Ribera | 15,10           | 0,60        | 199               | 0,49        | 13,18              | 486              | 22,80                            |                                                                                           |
| Pozuel de Ariza          | 22,80           | 0,91        | 24                | 0,06        | 1,05               | 695              | 52,70                            |                                                                                           |
| Ruesca                   | 11,70           | 0,47        | 82                | 0,20        | 7,01               | 764              | 19,80                            |                                                                                           |
| Sabiñán                  | 16,60           | 0,66        | 741               | 1,84        | 44,64              | 451              | 26,10                            |                                                                                           |
| Sediles                  | 11,60           | 0,46        | 100               | 0,25        | 8,62               | 739              | 12,80                            |                                                                                           |
| Sisamón                  | 41,80           | 1,67        | 53                | 0,13        | 1,27               | 1050             | 50,50                            |                                                                                           |
| Municipio                | Extensión (km²) | % del total | Habitantes (2007) | % del total | Densidad (hab/km²) | Altitud (metros) | Distancia a/desde Calatayud (km) | Pedanías                                                                                  |
| Terrer                   | 33,90           | 1,35        | 541               | 1,34        | 15,96              | 561              | 6,70                             | Azucarera.                                                                                |
| Tobed                    | 37,70           | 1,50        | 276               | 0,68        | 7,32               | 638              | 35,90                            |                                                                                           |
| Torralba de Ribota       | 32,90           | 1,31        | 187               | 0,46        | 5,68               | 625              | 10,30                            |                                                                                           |
| Torrehermosa             | 21,20           | 0,85        | 92                | 0,23        | 4,34               | 839              | 56,20                            |                                                                                           |
| Torrelapaja              | 14,80           | 0,59        | 42                | 0,10        | 2,84               | 1.004            | 39,70                            | Tomillares.                                                                               |
| Torrijo de la Cañada     | 75,00           | 2,99        | 314               | 0,78        | 4,19               | 725              | 33,50                            |                                                                                           |
| Valtorres                | 3,40            | 0,14        | 117               | 0,29        | 34,41              | 678              | 22,30                            |                                                                                           |
| Velilla de Jiloca        | 10,40           | 0,41        | 95                | 0,24        | 9,13               | 597              | 10,30                            |                                                                                           |
| La Vilueña               | 8,50            | 0,34        | 116               | 0,29        | 13,65              | 700              | 18,00                            |                                                                                           |
| Villafeliche             | 22,30           | 0,89        | 199               | 0,49        | 8,92               | 638              | 22,40                            |                                                                                           |
| Villalba de Perejil      | 13,70           | 0,55        | 121               | 0,30        | 8,83               | 633              | 10,90                            |                                                                                           |
| Villalengua              | 40,30           | 1,61        | 389               | 0,96        | 9,65               | 770              | 27,80                            |                                                                                           |
| Villarroya de la Sierra  | 91,90           | 3,66        | 600               | 1,49        | 6,53               | 734              | 19,40                            |                                                                                           |
| Total                    | 2.508,04        |             | 40.362            |             |                    |                  |                                  |                                                                                           |